# Gonsans
Gonsans település Franciaországban, Doubs megyében. Lakosainak száma 559 fő (2022. január 1.). Gonsans Glamondans, Naisey-les-Granges, Vercel-Villedieu-le-Camp, Étalans, Bouclans és Chaux-lès-Passavant községekkel határos.

## Népesség
A település népességének változása:
| Lakosok száma | 243  | 351  | 375  | 495  | 559  | 577  | 567  | 558  | 566  | 559  |
|               | 1968 | 1982 | 1990 | 2006 | 2013 | 2015 | 2017 | 2019 | 2020 | 2022 |